# Spazio semplicemente connesso

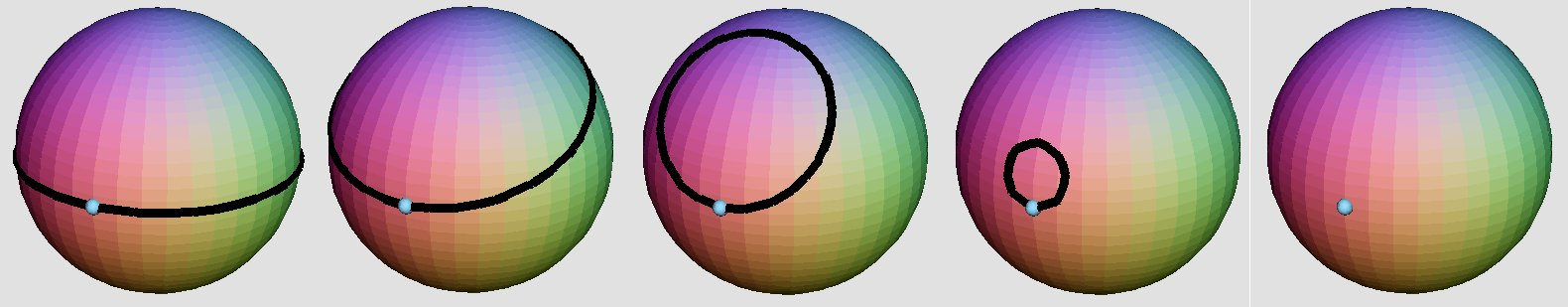
Una possibile deformazione di una curva attorno alla sfera 2-dimensionale in un punto.

In topologia, uno spazio topologico è semplicemente connesso se è connesso per archi e il suo gruppo fondamentale è il gruppo banale, ovvero se ogni curva chiusa può essere deformata fino a ridursi a un singolo punto. Più intuitivamente, uno spazio topologico è semplicemente connesso se è "fatto di un pezzo solo" e "non ha buchi".
Esempi di spazi semplicemente connessi sono la palla (con o senza la parte interna) e la sfera, mentre la circonferenza e il toro non sono semplicemente connessi.

## Definizione
Sia {\displaystyle X} uno spazio topologico connesso per archi. Sia {\displaystyle p} un punto di {\displaystyle X}. Un arco (o laccio) centrato in {\displaystyle p} è una funzione continua {\displaystyle f:[0,1]\rightarrow } {\displaystyle X} tale che {\displaystyle f(0)=f(1)=p}. Il laccio è contraibile se esiste una omotopia che lo trasforma nel laccio costante {\displaystyle g(t)=p} {\displaystyle \forall t}. In altre parole è contraibile se può essere "contratto" con continuità fino a diventare arbitrariamente piccolo.
Lo spazio topologico {\displaystyle X} è semplicemente connesso se ogni laccio centrato in {\displaystyle p} è contraibile. Questa definizione non dipende dal punto scelto {\displaystyle p}. Esistono le seguenti definizioni alternative:
- {\displaystyle X} è semplicemente connesso se ha gruppo fondamentale banale.
- {\displaystyle X} è semplicemente connesso se, per ogni coppia di punti {\displaystyle p} e {\displaystyle q} e per ogni coppia di archi da {\displaystyle p} in {\displaystyle q}, esiste una omotopia che trasforma il primo arco nel secondo.

## Esempi

Questo insieme non è semplicemente connesso, perché ha tre buchi. Questo criterio non vale per spazi di dimensione superiore: ad esempio, una corona sferica ha un buco, ma è semplicemente connessa.

- La palla di dimensioni arbitrarie, la retta, il piano, un qualsiasi spazio euclideo sono semplicemente connessi.
- Un insieme convesso dello spazio euclideo è semplicemente connesso.
- Il piano R2 è semplicemente connesso, ma R2  meno l'origine (0, 0) non lo è. Per n>2, sia Rn che Rn meno l'origine sono semplicemente connessi.
- Analogamente, la sfera n-dimensionale è semplicemente connessa per n>1, mentre la circonferenza non lo è.
- Il toro, il nastro di Möbius, la bottiglia di Klein non sono semplicemente connessi.
- Il gruppo ortogonale speciale SO(n,R) non è semplicemente connesso. In generale, alcuni gruppi di Lie sono semplicemente connessi, altri no. Lo stesso vale per le varietà topologiche.
- Lo spazio proiettivo complesso è semplicemente connesso, quello reale no.
- Ogni spazio contraibile è semplicemente connesso, ma il viceversa non è vero: un esempio è fornito dalla sfera n-dimensionale (per n>1)

## Proprietà
- Una superficie è semplicemente connessa se ha genere zero, in altre parole se non ha "manici". In particolare l'unica superficie compatta e semplicemente connessa è la sfera.
- L'asserzione analoga in dimensione 3 (l'unica varietà differenziabile di dimensione 3 compatta e semplicemente connessa è la sfera) è nota, per ragioni storiche, come congettura di Poincaré; è stata dimostrata nel 2003 dal matematico russo Grigori Perelman.
- Uno spazio topologico X che non sia semplicemente connesso, se è sufficientemente regolare ha un rivestimento universale: questo è un altro spazio topologico semplicemente connesso che lo riveste e che eredita molte delle proprietà di X. (Vedi anche il paragrafo successivo.)
- Un grafo semplicemente connesso è un albero.
- Su un aperto semplicemente connesso di Rn ogni forma chiusa è esatta, ed ogni campo vettoriale irrotazionale ha un potenziale.
- Per il teorema della mappa di Riemann, ogni aperto semplicemente connesso del piano (diverso dal piano stesso) è omeomorfo al disco aperto tramite una mappa olomorfa; poiché il disco aperto è omeomorfo al piano, questo implica che ogni aperto semplicemente connesso del piano è omeomorfo al piano stesso.

## Semplice connessione locale

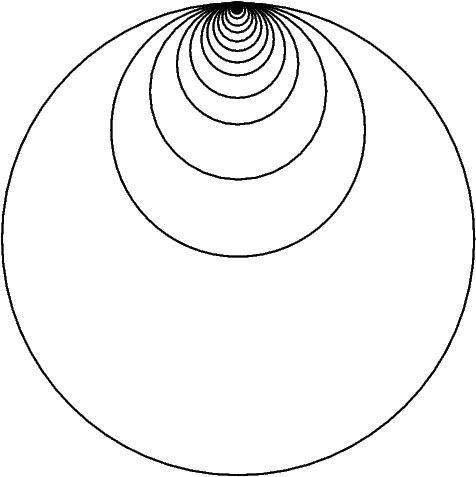
Spazio non semilocalmente semplicemente connesso

Molti spazi possiedono versioni "locali" della proprietà di semplice connessione; è spesso utile specificare tale proprietà per escludere casi eccessivamente anomali dallo studio degli spazi non semplicemente connessi.
Uno spazio topologico X si dice semilocalmente semplicemente connesso se ogni suo punto x appartiene a un intorno Ux tale che ogni cammino chiuso in Ux sia omotopo a un cammino costante in X. Si dice invece localmente semplicemente connesso se ogni suo punto possiede una base di intorni semplicemente connessi.
La differenza tra le due definizioni è che nel primo caso si chiede che il cammino chiuso si possa contrarre a un punto qualunque dello spazio, quindi anche uscendo dall'intorno Ux, mentre nel secondo si chiede che il punto a cui il cammino può essere contratto appartenga allo stesso intorno. La seconda definizione è quindi più forte della prima, nel senso che ogni spazio localmente semplicemente connesso è anche semilocalmente semplicemente connesso, ed esistono spazi che possiedono solo la prima proprietà. Uno spazio semplicemente connesso è semilocalmente semplicemente connesso, ma non necessariamente localmente semplicemente connesso.
Queste proprietà sono soddisfatte dalla maggior parte degli spazi topologici comunemente studiati: la circonferenza, il toro, il nastro di Möbius e la bottiglia di Klein sono esempi di spazi localmente semplicemente connessi (come tutte le varietà topologiche), ma non semplicemente connessi. Per avere un esempio di uno spazio topologico che non sia localmente semplicemente connesso si consideri la seguente costruzione: sia 
{\displaystyle C(r):={\big \{}(x,y)\in \mathbb {R} ^{2}|x^{2}+y^{2}=2ry{\big \}}}
la circonferenza di raggio r passante per l'origine del piano cartesiano e di centro {\displaystyle (0,r)}; l'insieme 
{\displaystyle \bigcup _{n}C\left({\frac {1}{n}}\right)}
è l'unione di infinite circonferenze tangenti l'un l'altra. Ha una struttura di spazio topologico con la topologia indotta da {\displaystyle \mathbb {R} ^{2}}, ma non è localmente semplicemente connesso: infatti, un intorno arbitrariamente piccolo dell'origine contiene infinite circonferenze, ciascuna delle quali rappresenta un cammino chiuso non contraibile. Il cono su questo spazio è un esempio di spazio semilocalmente semplicemente connesso (essendo semplicemente connesso) ma non localmente semplicemente connesso, in quanto il punto di intersezione delle circonferenze non possiede una base di intorni semplicemente connessi.
L'importanza degli spazi semilocalmente semplicemente connessi deriva dalla teoria dei rivestimenti: uno spazio topologico connesso per archi e localmente connesso per archi possiede infatti un rivestimento universale se e solo se è semilocalmente semplicemente connesso.